# موريس دوبريه
موريس دوبريه هو سياسي كندي، ولد في 20 مارس 1888 في ليفيس في كندا، وتوفي في 3 أكتوبر 1941. نشط حزبياً في حزب كندا المحافظ. وقد انتخب عضو مجلس العموم الكندي.